# 中山增七
武仙座100，又名BD+26 3178，HD 166045、SAO 85753、HR 6781，是武仙座的一颗恒星，视星等为5.86，位于銀經52.54，銀緯20.6，其B1900.0坐标为赤經18h 3m 47.6s，赤緯+26° 20.6′ 11″。